# Haggenbrücke
Die Haggenbrücke, offiziell Eisensteg Zweibruggen nach den unten im Tal liegenden zwei historischen Brücken, im Volksmund auch Ganggelibrugg oder Ganggelibrogg von ganggelen ‚schwanken‘ im Ostschweizer Dialekt, ist eine in den Jahren 1936 und 37 erbaute Talbrücke für Fussgänger und Radfahrer über die Sitter. Die Stahl-Fachwerkbrücke verbindet das St. Galler Stadtviertel Haggen mit der Appenzell Ausserrhoder Gemeinde Stein. Die Bezeichnung Ganggelibrugg erhielt die Brücke, weil bei der Eröffnungsfeier das Bauwerk durch die Last der Besucher ins Schwanken geriet.
Einen ähnlichen Übernamen hat auch die Hängebrücke zwischen Weinfelden und Bussnang: Ganggelisteg.

## Geschichte
Der alte Saumpfad durch die Sitterschlucht war mühsam, gefährlich und oft in schlechtem Zustand. 1885 kam deshalb erstmals die Idee auf, eine direkte Brücke zu bauen anstelle der zwei kurzen Holzbrücken in der Schlucht. Im Kontext der Wirtschaftskrise und der Stagnation der Heimindustrie scheiterte das Projekt allerdings an der Finanzierung. 1920 scheiterte ein zweiter Anlauf.

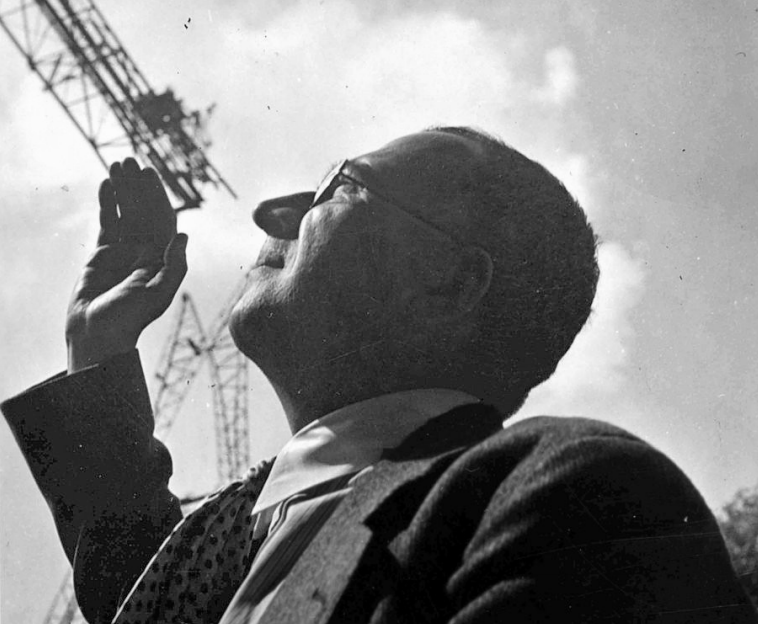
Rudolf Dick

1926 präsentierte der junge Ingenieur Rudolf Dick aus Luzern an einer Interessentenversammlung in Bad Störgel Pläne für eine Eisenbrücke, welche er in Eigeninitiative entworfen hatte. Die Baukosten für die 350 t schwere Brücke wurden damals auf 281'500 SFr. veranschlagt. Statt des früher geplanten Übergangs für eine Hauptverkehrsverbindung St. Gallen–Stein wurde nur noch eine Brücke für Fussgänger und Radfahrer vorgesehen, denn der Hauptverkehr wurde seit 1908 via Riethüsli, Teufen und die neu eröffnete Gmündertobelbrücke nach Stein geführt. Zwar wurde von Beginn an eine Verbreiterung des Überbaus auf sechs Meter vorgesehen und bei der Projektierung die Belastung durch einen acht Tonnen schweren Lastwagen berücksichtigt, jedoch wurde die Brücke nie für den Autoverkehr freigegeben, zumal die Zufahrtsstrassen schon bei der Projektierung als für den Autoverkehr ungeeignet erachtet wurden. Dennoch erhielt die nur einspurig befahrbare Brücke in den Drittelspunkten Ausweichstellen.
Der Bau der Brücke wurde erst ernsthaft an die Hand genommen, als die 365 Stufen der sogenannten Hundwiler Leiter 1933 wieder renovationsbedürftig wurden. Der Zuschlag ging an die Arbeitsgemeinschaft von Rudolf Dick aus Luzern und dem Eisenbauunternehmer Ernst Scheer aus Herisau. Die Finanzierung wurde durch den Verkehrsfonds, die Stadt St. Gallen, die Gemeinde Stein, Bund, Kanton und Private gewährleistet. Gerade die grosse Beteiligung von Privaten verlieh dem Bau die Aura einer Volksbrücke. Die Gesamtkosten der Brücke beliefen sich auf 348'826 Franken.

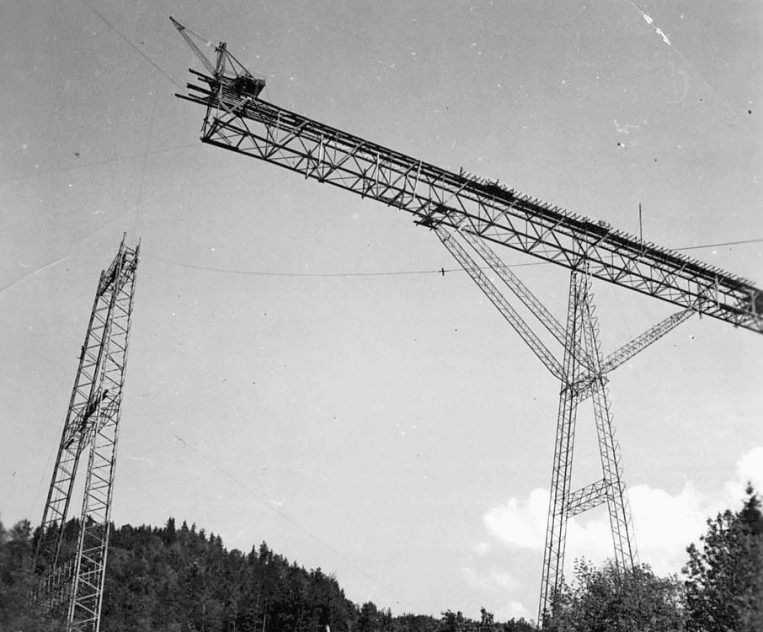
Freivorbau der Brücke

Die Brücke wurde von der Steiner-Seite aus im Freivorbau erstellt. Der Materialbereitstellungsplatz befand sich beim Restaurant Schäfli im Störgel. Die Schlossereiwerkstatt Zwicker aus St. Gallen fertigte und montierte über 700 m Geländer. Obwohl der seinerzeit spektakuläre Bau für die Arbeiter ziemlich gefährlich war, ereignete sich nur ein Unfall, welcher glimpflich verlief. Der damals 20 Jahre alte Maurerlehrling Ernst Buob stürzte 36 m in die Tiefe, wurde von einer Tanne abgebremst und überlebte.

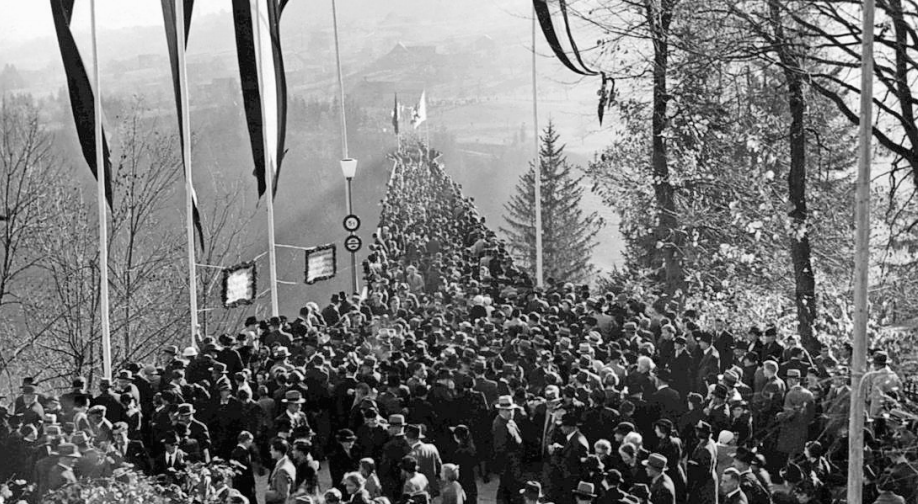
Eröffnung im Oktober 1937

Am 28. Oktober 1937 wurde mit sechs 8-Tonnen-Wagen die Belastungsprobe erfolgreich vollzogen. Doch als zur Eröffnungsfeier am 31. Oktober 1937 5600 Besucher auf der Brücke weilten, geriet diese in bedrohliche Schwingungen. Der Kantonsingenieur von Appenzell Ausserrhoden erstellte daraufhin einen besorgniserregenden Bericht, und es wurden Nachbesserungen an der Konstruktion gemacht.
In den Jahren 2009 und 2010 wurde die Brücke unter der Leitung von Basler & Hofmann für 6,3 Mio. SFr. saniert. Zwischen Mai und Dezember 2009 wurden die Fundamente instand gesetzt sowie die alte Stahlbetonfahrbahnplatte abgebrochen und durch eine Stahlplatte mit Gussasphaltbelag ersetzt. Im Jahr 2010 wurden zur Verminderung der Querbewegung vier Schwingungstilger unter der Fahrbahnplatte und zwei weitere bei den höchsten beiden Stützen eingebaut. Die Arbeiten fanden im Sommer und im Herbst statt. Ebenso wurden während dieser Zeit die Netze für die Suizidprävention angebracht sowie der Anstrich erneuert. Die Wiedereröffnung der Brücke fand am 24. April 2010 statt.

## Bauwerk
Die Haggenbrücke ist 355,60 m lang, an ihrer höchsten Stelle 98,6 m hoch, 3,8 m breit und hat von der Appenzeller in St. Galler Richtung eine Steigung von 3,9 %, sodass zwischen den beiden Widerlagern 14 m Höhenunterschied besteht. Für die Fachwerkkonstruktion wurden rund 350 Tonnen Stahl verbaut. Die Brücke steht auf sechs Jochen, welche direkt auf den Fels betoniert sind und teilweise bis zu drei Meter unter den Wasserspiegel der Sitter reichen. Die äussersten beiden Stützen sind als Pendelpfeilerbrücke ausgeführt. Der Überbau hat bei einer Temperaturänderung von −30 °C auf +30 °C eine Längenänderung von 22 cm, weshalb er nur auf der Steiner-Seite fest mit dem Widerlager verbunden ist und auf der Haggener-Seite auf starken Rollen ruht.

## Bedeutung
Die Haggenbrücke ist im schweizerischen Inventar der Kulturgüter als Objekt von nationaler Bedeutung eingetragen. Als Fussgängerbrücke ist sie ein beliebtes Ausflugsziel. Die spektakuläre Aussicht über das Sitter- und Wattbachtobel, das Wanken bei starken Winden oder bei Belastung sowie der leichte Zugang zur Gemeinde Stein AR für Wanderausflüge verleihen der „Ganggelibrugg“ eine lokale Bedeutung.
Die Brücke wurde immer wieder für Suizide verwendet, weshalb schon früh Warntafeln angebracht wurden. 2010 wurden im Rahmen der Gesamtsanierung Auffangnetze angebracht.
Die zwei alten überdachten Holzbrücken über Wattbach und Sitter im Tal unterhalb der «Ganggelibrugg» bestehen weiterhin. Der Wanderweg dem Wattbach entlang führt über die Sitterbrücke nach Süden und dann dort steil nach oben zur Appenzeller Seite der Stahlbrücke. Die Holzbrücke über den Wattbach dient keinem Zweck mehr, denn der Weg der «Hundwiler Leiter» hinauf zum St. Galler Ende der Haggenbrücke ist inzwischen durch Erosion gänzlich zerstört worden. Der Fussweg von der Sitterbrücke hinauf zum St. Galler Ende nimmt heute einen Umweg, der etwa 500 Meter weiter östlich mittels der «Brücke bei der ehemaligen Nordmühle» den Wattbach überquert (siehe St. Galler Brückenweg).

## Bilder

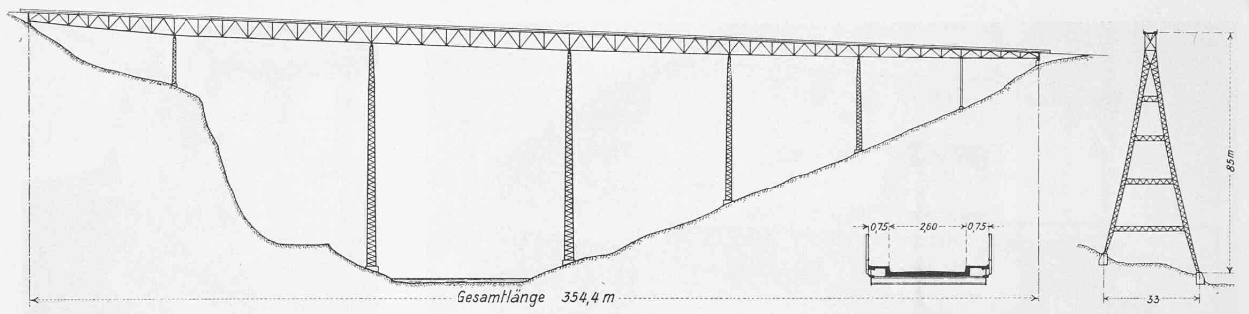
Seitenriss und Querschnitt der Haggenbrücke
Luftaufnahme von 1949 von Werner Friedli
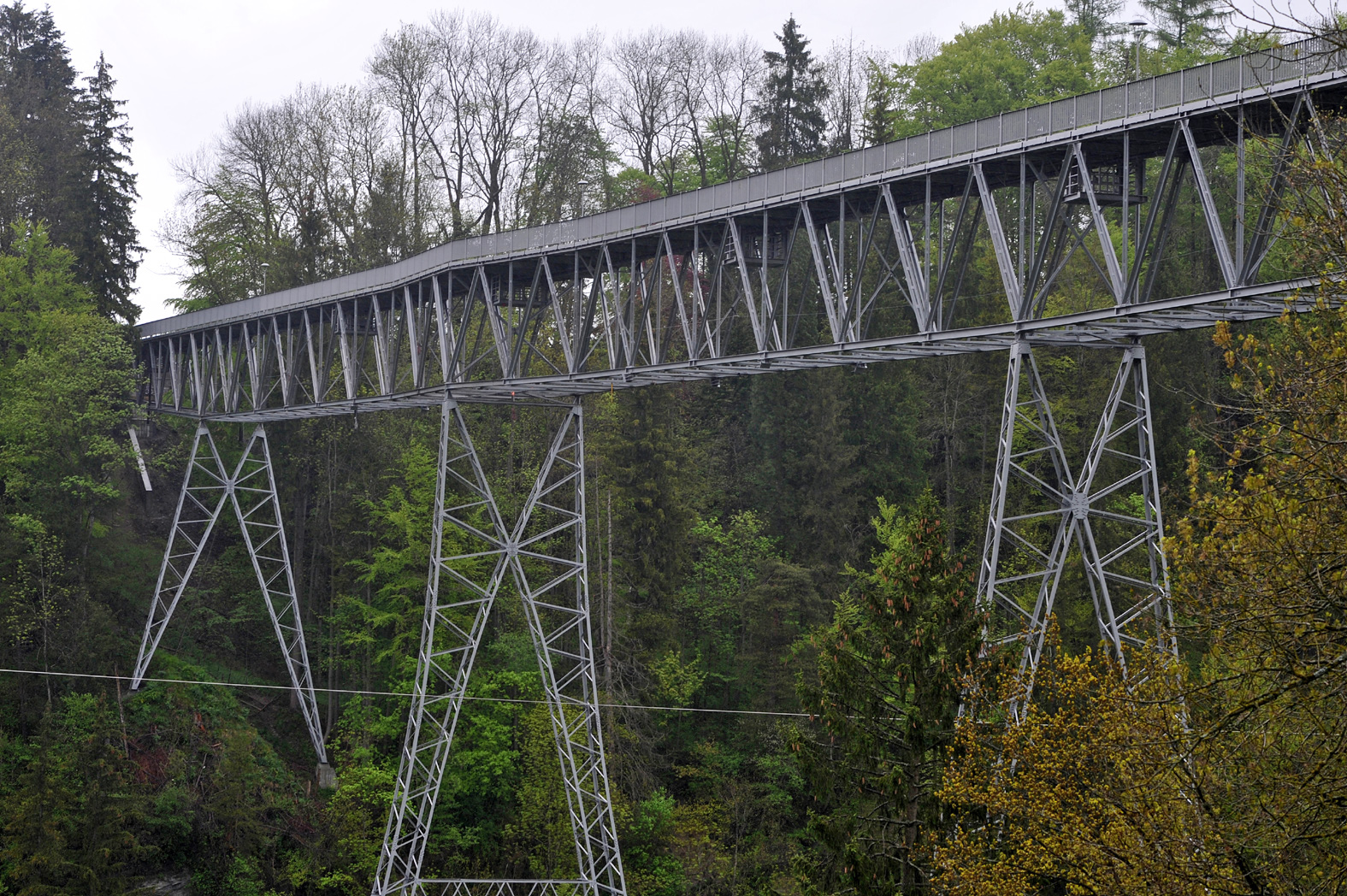
Ganggelibrugg im Mai 2010
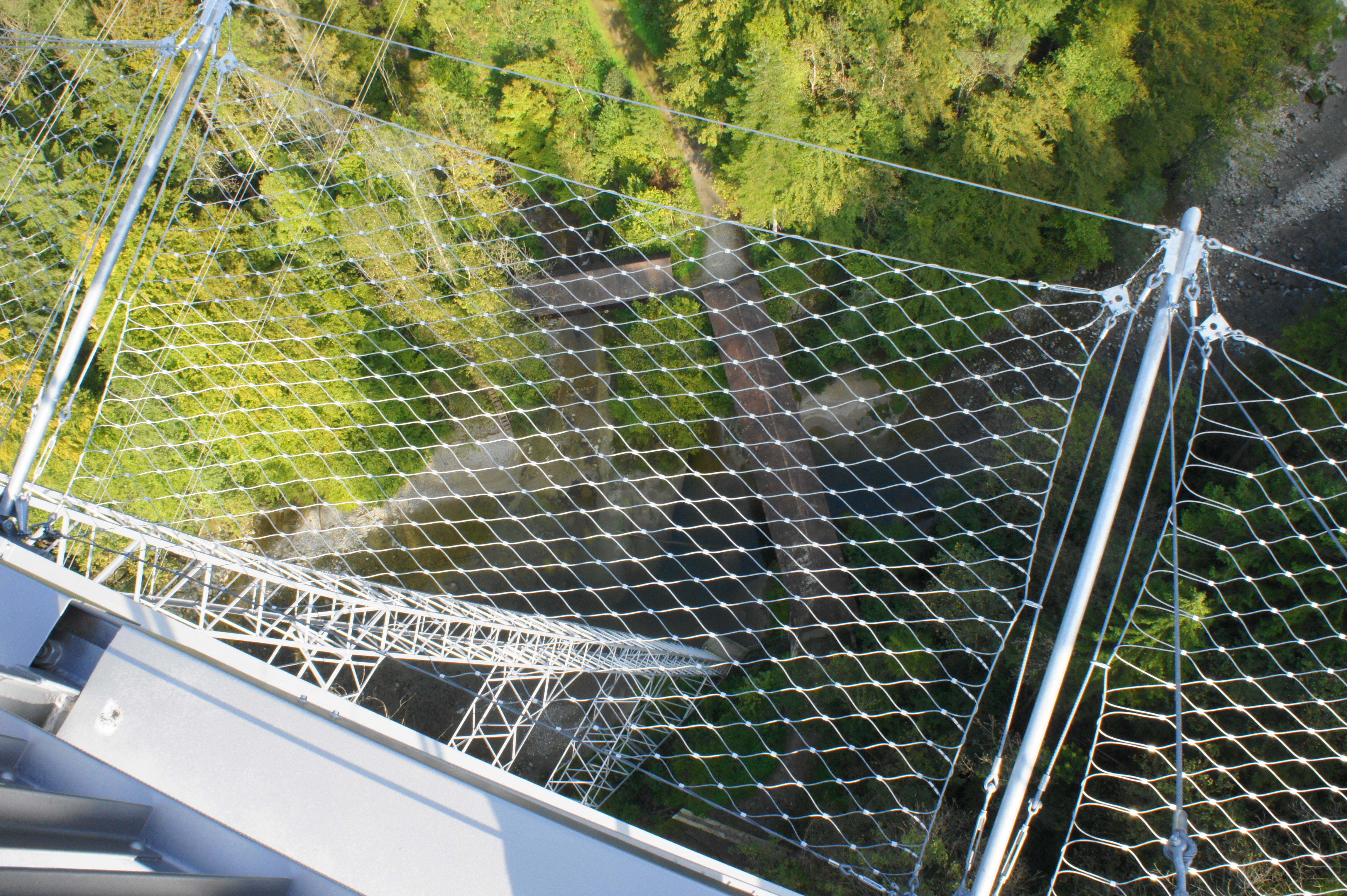
Blick durch die Sicherheitsnetze zu den Holzbrücken hinunter